# Васни
Васни́ (фр. Vasseny) — коммуна во Франции, находится в регионе Пикардия. Департамент коммуны — Эна. Входит в состав кантона Фер-ан-Тарденуа. Округ коммуны — Суассон.
Код INSEE коммуны — 02763.

## Население
Население коммуны на 2010 год составляло 212 человек.
| 1962 | 1968 | 1975 | 1982 | 1990 | 1999 | 2010 |
| ---- | ---- | ---- | ---- | ---- | ---- | ---- |
| 172  | 182  | 146  | 135  | 131  | 153  | 212  |

## Экономика
В 2010 году среди 127 человек трудоспособного возраста (15—64 лет) 101 были экономически активными, 26 — неактивными (показатель активности — 79,5 %, в 1999 году было 61,2 %). Из 101 активных жителей работали 95 человек (54 мужчины и 41 женщина), безработных было 6 (2 мужчин и 4 женщины). Среди 26 неактивных 6 человек были учениками или студентами, 12 — пенсионерами, 8 были неактивными по другим причинам.